# František Pícha
František Pícha (3. října 1893 Řípec – 10. října 1964 Praha), byl český hudební skladatel a pedagog, sběratel lidových písní.

## Život
Po absolvování učitelského ústavu v Soběslavi se stal učitelem v jižních Čechách. Sbíral lidové písně a dále studoval hudbu u Bohuslava a Otakara Jeremiáše v Českých Budějovicích. Za 1. světové války narukoval na ruskou frontu, byl zajat a z českých zajatců vytvářel pěvecké i instrumentální soubory.
Po skončení války byl přijat do třetího ročníku Pražské konzervatoře, kde studoval skladbu u Josefa Bohuslava Foerstera, Jaroslava Křičky a Karla Boleslava Jiráka. Absolvoval v roce 1922 a pokračoval ještě studiem na mistrovské škole u Josefa Suka.
V roce 1935 se stal členem České akademie věd a umění.
Působil nejprve jako soukromý učitel hudby a v roce 1938 se stal profesorem skladby na Pražské konzervatoři. Za německé okupace byl dán do předčasného důchodu. Po skončení války měl učit skladbě na tehdy vznikající hudební Akademii múzických umění, ale z politických důvodů byl v roce 1948 opět penzionován. Znovu začal s výukou skladby na pražské konzervatoři, kde bylo politické klima snesitelnější. V roce 1956 pak odtud definitivně odešel do důchodu.

## Dílo

### Kantáty
- Živote op. 15
- Ejhle člověk op. 16
- Panichida op. 34
- Píseň věrnosti op. 37

### Komorní hudba
- Smyčcový kvartet cis-moll op.6
- Sonáta pro housle klavír d-moll op. 9
- Preludium a Scherzo op. 29 (klavír, 1936)
- Suita pro housle klavír op. 23
- Trio quasi una fantasia op. 21
- Sonáta pro housle klavír d-moll op. 25
- Smyčcový kvartet G-dur, Vánoční, op.30
- Dechový kvintet op. 31

### Orchestrální skladby
- Noční píseň poutníkova, symfonická báseň, op. 7
- Suita pro smyčcový orchestr a gong op. 18
- Vyzvání, symfonické allegro, op. 19
- Štěpančikovo op. 20
- Dva slavnostní pochody op. 26
- Symfonie „Vánoce“ op. 30 (dle smyčcového kvartetu)
- Suita pro malý orchestr op. 31
- Píseň odvahy op. 32
- Koncert D-dur pro housle a orchestr op. 36

### Lidová píseň
Sebral na 1000 textů a nápěvů lidových písní z jižních Čech. Vydal na 300 úprav lidových písní pro zpěv a klavír, pro sbory i ve formě pásem pro národopisné soubory:
- Lidové písně z jižních Čech
- Lidové písně moravské a slovenské
- Jihočeské lidové písně
- Lidové písně pro ženský sbor
- Jihočeské lidové písně pro ženský sbor
- Blata zpívají (pásmo)
- Blaťácká svatba (pásmo)

Vedle toho komponoval umělé písně na slova českých básníků pro zpěv a klavír a mužské, ženské i dětské sbory.

### Literární práce
- Obnažené kořeny (1929)
- Stručná a přehledná harmonie (1949)
- Všeobecná nauka o hudbě (1949)
- Hudební sloh (rkp.)
- Stručný kontrapunkt (rkp.)

Velké množství článků v odborných časopisech, sbornících i denním tisku.